# Lissonota ibericator
Lissonota ibericator är en stekelart som beskrevs av Aubert 1972. Lissonota ibericator ingår i släktet Lissonota och familjen brokparasitsteklar. Inga underarter finns listade i Catalogue of Life.